# Sven Lorens Theorell
Sven Lorens Theorell, född 5 november 1784 i Odensåker, död 15 december 1861 i Stockholm, var en svensk publicist och justitieombudsman.

## Biografi
Theorell var son till kyrkoherden Theodor Sven Theorell och Magdalena Holm. Han studerade vid Uppsala universitet, där han tog hovrättsexamen och examen till lantmätare 1808. År 1816 utsågs han till häradshövding och gjorde dessutom karriär i Kammarkollegium samt bistod  bondeståndets representation till riksdagen som advokat.
Han och brodern Johan Peter Theorell grundade 1820 tidningen Stockholms Courier och han hade blivit ett känt namn när han 1841 invaldes i Lagberedningen. Efter ett avbrott som häradshövding i Södra Möre härad, valdes han till justitieombudsman 1848 och omvaldes 1857. Han gick därefter i pension.
Theorell var gift med grevinnan Sofia Wilhelmina von Schwerin. Deras son Axel Gabriel Theorell var en framgångsrik fysiker och uppfinnare. En av hans släktingar var Nobelpristagaren i medicin 1955, Hugo Theorell. Makarna Theorell är begravda på Norra begravningsplatsen utanför Stockholm.

### Redaktör
- Ytterligare handlingar rörande fiscaliska actionen mot landshöfdingen m.m. friherre Edelcreutz och lands- sekreteraren von Sydow, i anledning af olaga arrestering / utgifne af Courierens redaction. Stockholm. 1822. Libris 2414303

### Översättning
- Ancillon, Johann Peter Friedrich (1827). Om statsförfattningarnas anda och dess inflytande på lagstiftningen / öfversättning från tyskan af S. L. Theorell. Stockholm. Libris 2426537